# 러네이 바그
러네이 바그(Renee Bargh, 1986년 10월 18일 ~ )는 오스트레일리아의 연예 리포터, 텔레비전 사회자이다.